# Trichoniscus racovitzai
Trichoniscus racovitzai is een pissebed uit de familie Trichoniscidae. De wetenschappelijke naam van de soort is voor het eerst geldig gepubliceerd in 1994 door Tabacaru.